# Улица Молдагуловой (Москва)
Улица Молдагу́ловой — улица, расположенная в Восточном административном округе города Москвы на территории района Вешняки.

## История
Улица возникла в 1969 году в посёлке Вешняки, включив в себя частично ранее существовавшие Кооперативную и Суздальскую улицы (бывшая Парковая улица). Современное название получила 25 ноября 1970 года в честь Героя Советского Союза Алии Нурмухамбетовны Молдагуловой. Женская снайперская школа, в которой она прошла подготовку, находилась недалеко от этой улицы. В современном виде улица сформировалась в результате застройки многоквартирными домами в 1970-е годы, большая часть улицы до этого не существовала.

## Расположение
Улица Молдагуловой начинается от улицы Юности, идёт на юго-восток; пересекает по ходу движения Вешняковскую и Косинскую улицы. В районе 7 километра МКАД улица Молдагуловой заканчивается, переходя после в Новоухтомское шоссе.

## Транспорт
По улице проходит 13 маршрутов городских автобусов:
| 79:                                                  | Выхино • Новокосино • Реутов                                                                                        |
| 197:                                                 | Выхино • Вешняки • Выхино                                                                                           |
| 285:                                                 | Новогиреево • Выхино                                                                                                |
| 314:                                                 | Выхино • Новогиреево • Новогиреево • Перово • Перово                                                                |
| 409:                                                 | Выхино • Новогиреево                                                                                                |
| 502:                                                 | Выхино • Новокосино                                                                                                 |
| 602:                                                 | Выхино • Оренбургская улица                                                                                         |
| с613:                                                | 3-й микрорайон Новокосина • Новокосино • Лухмановская • Улица Дмитриевского • Ухтомская • Косино • Выхино • Вешняки |
| 697:                                                 | Выхино • Вешняки • Выхино                                                                                           |
| 722:                                                 | Выхино • Косино • Ухтомская • Люберцы I • Некрасовка                                                                |
| 747:                                                 | Выхино • Косино • Ухтомская (→) • Улица Камова                                                                      |
| Ошибка: маршрут А 772 не описан в модуле НОТ Москвы. | |
| 787:                                                 | Перово • Перово • Новогиреево • Косино • Улица Дмитриевского • 9-й микрорайон Кожухова                              |

«→» — остановки проходятся только при движении в прямом направлении; «←» — остановки проходятся только при движении в обратном направлении.
В 650 метров от улицы расположена станция метро  Выхино и станция МЦД-3  Выхино, севернее —  Вешняки.

## Галерея

Памятник Алии Молдагуловой на территории школы
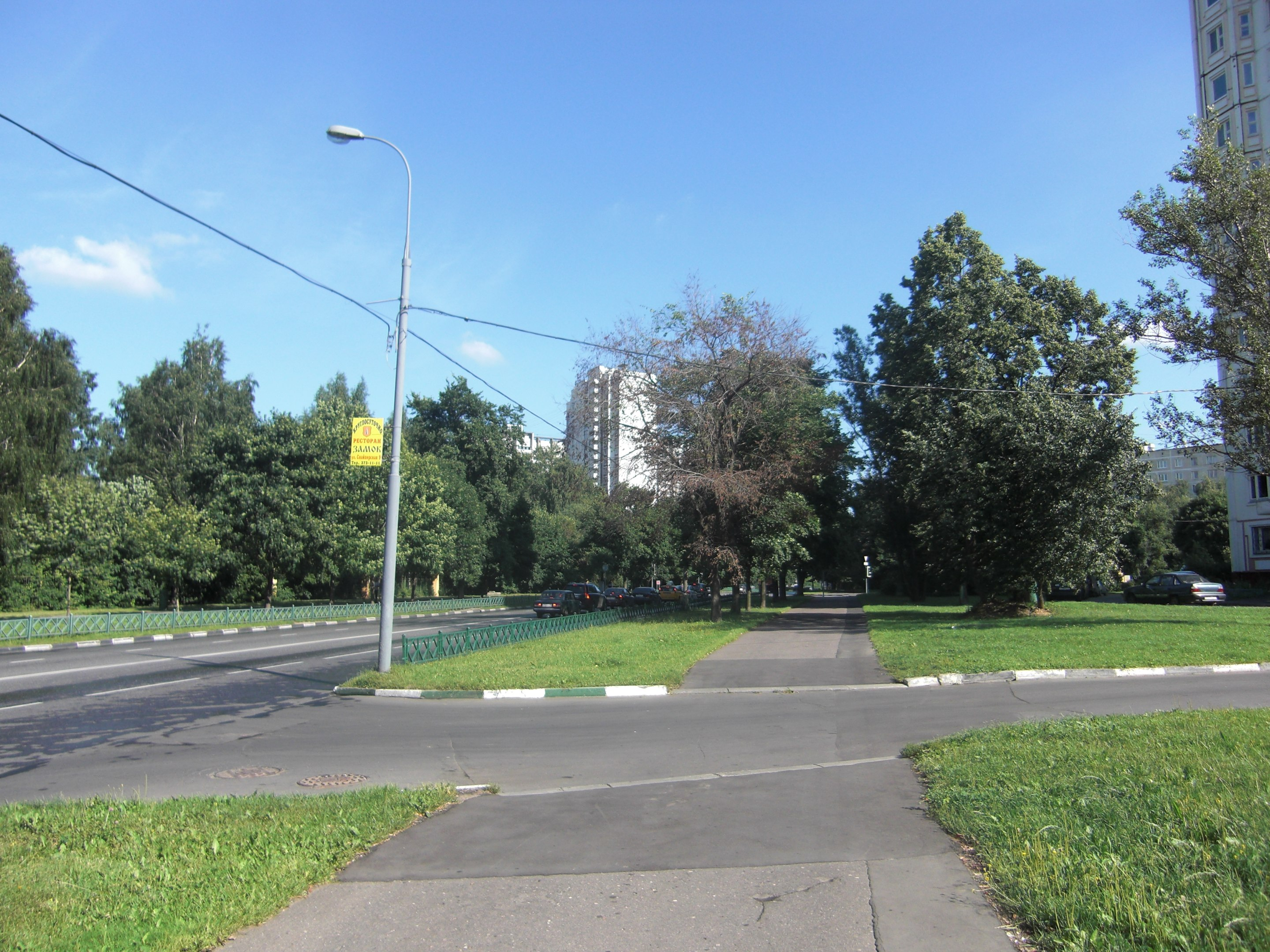
Тротуар вдоль улицы
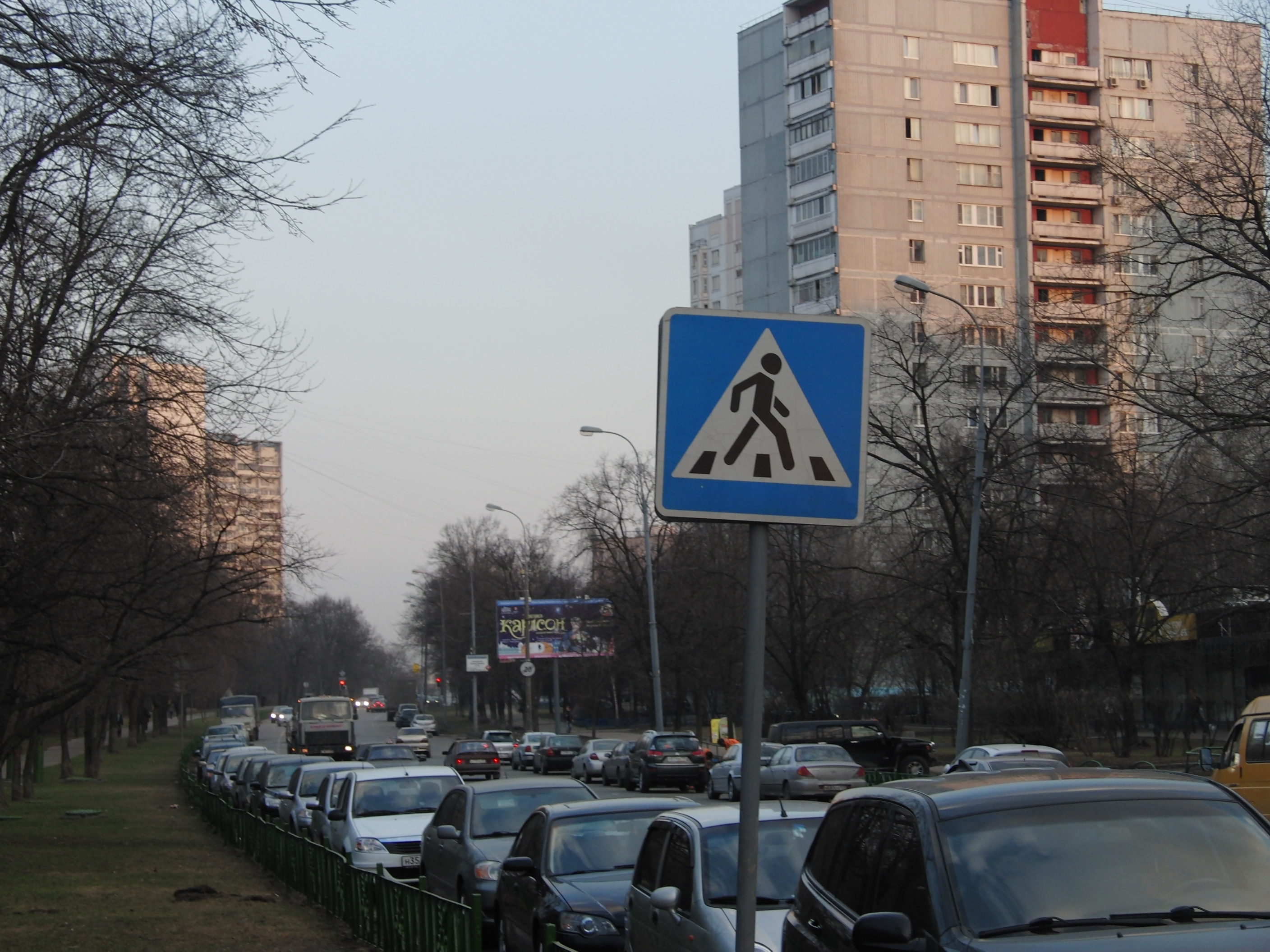
Вид в сторону Вешняковской улицы. Справа - чётная сторона улицы (Молдагуловой, 12к3)